# 白保兴
白保兴（1955年5月—），云南省建水县人，彝族，中华人民共和国政治人物、第十二届全国人民代表大会云南地区代表。省十二届人大常委会委员。
毕业于中央党校党政管理专业。1981年12月，加入中国共产党。担任云南省人大常委会秘书长。2008年起担任全国人大代表。2013年，担任全国人大代表。